# Penny Wisdom
Pour plus de détails, voir Fiche technique et Distribution.
Penny Wisdom est un court métrage américain de comédie, réalisé par David Miller, sorti en 1937. 
Il a remporté l'Oscar du meilleur court métrage en prises de vues réelles en 1938.

## Synopsis
Matthew E. Smudge appelle sa femme, Chloé, pour l'informer qu'il ramène son patron ainsi qu'un client à la maison pour dîner le soir. Chloé entre  alors dans la cuisine pour dire à la cuisinière qu'il y aura deux autres couverts pour le dîner mais elle trouve à la place une note disant que ses exigences constantes en matière d'entretien l'ont poussé à démissionner. Chloé est donc contrainte de préparer elle-même le dîner mais avec des résultats désastreux. Elle a ainsi brûlé le rosbif au four, laissé tomber un seau de farine sur le chien et a finalement transformé l'aspect de la cuisine en un total capharnaüm. 
A ce moment-là du film, le quatrième mur est brisé lorsque Pete Smith, le narrateur, demande à Chloé, qui sanglote, où se trouve le téléphone. Il décide de passer un coup de fil personnel à Prudence Penny, une chroniqueuse en conseil pour le Los Angeles Examiner. Avec moins d'une 1 heure avant l'arrivée de son mari et des deux convives, Penny montre à une Chloé douteuse comment préparer un repas complet et appétissant avec ce qui reste dans la glacière et appliquer des remèdes ménagères inhabituels pour sauver une partie de la cuisine.
Le repas est préparé juste à temps pour l'arrivée des trois hommes qu'accueille la maitresse de maison, tandis que Smith chuchote à Smudge, que sa cuisinière est parti ce matin. Le visage de Smudge change radicalement et est maintenant dans l'hésitation à propos du dîner, sachant pertinemment comment sa femme cuisine habituellement. Il est néanmoins positivement surpris par la qualité et le goût des plats qui leur sont servis. Smith intervient alors pour informer que tout cela n'a coûté à Smudge qu'un total de 2,83 $. Alors que Penny se faufile secrètement, Smith ment également à Smudge en disant que Chloé a cuisiné elle-même tout le repas. 
Bien sûr, Chloé hoche la tête avec insistance, au grand dam de son chien.

## Fiche technique
- Titre : Penny Wisdom
- Réalisation : David Miller
- Scénario : Robert Lees, Frederic I. Rinaldo
- Photographie : William V. Skall
- Montage :
- Société de production : Metro-Goldwyn-Mayer
- Format : Couleur (Technicolor) — 35 mm — 1,37:1 — Son : Mono (Western Electric Sound System)
- Genre : Comédie
- Durée : 10 minutes
- Date de sortie :
  - États-Unis : 10 avril 1937

## Distribution
- Prudence Penny :  son propre rôle
- Harold Minjir : Matthew E. Smudge (non crédité)
- Gertrude Short : Chloe Smudge (non créditée)
- Pete Smith (en) : le narrateur (non crédité)
- William Worthington : invité au dîner (non crédité)